# Pterophyllum altum
Pterophyllum altum è una specie di pesce d'acqua dolce, appartenente alla famiglia dei Ciclidi.

## Distribuzione e habitat
Questo ciclide è diffuso nel bacino imbrifero del Rio delle Amazzoni, precedentemente alla confluenza col Rio Negro, nonché nel bacino fluviale dell'Orinoco.

## Descrizione
Il nome scientifico ben sottolinea la particolare forma dello corpo di questo pesce, con fronte e dorso molto pronunciati in una rapida ascensione appena dopo la testa. Visto lateralmente il pesce ha forma romboidale. I fianchi sono molto compressi. La pinna dorsale e quella anale sono molto sviluppate in altezza dai primi raggi, rigidi, per discendere verso il corpo con raggi più sottili, che permettono il movimento ondeggiante della parte terminale della pinna. Le pinne ventrali sono filiformi, la caudale è ampia e a delta, con i due raggi delle estremità allungati.

La sua livrea ricorda la specie affine Pterophyllum scalare, anche se il fondo, anziché bianco-argenteo è bronzeo, con quattro strisce verticali brune o nere ben definite: la prima attraversa l'occhio mentre l'ultima pone inizio alla pinna caudale.

Il dimorfismo sessuale è assente: i sessi sono distingubili soltanto nel momento della riproduzione, quando la papilla genitale è estesa.

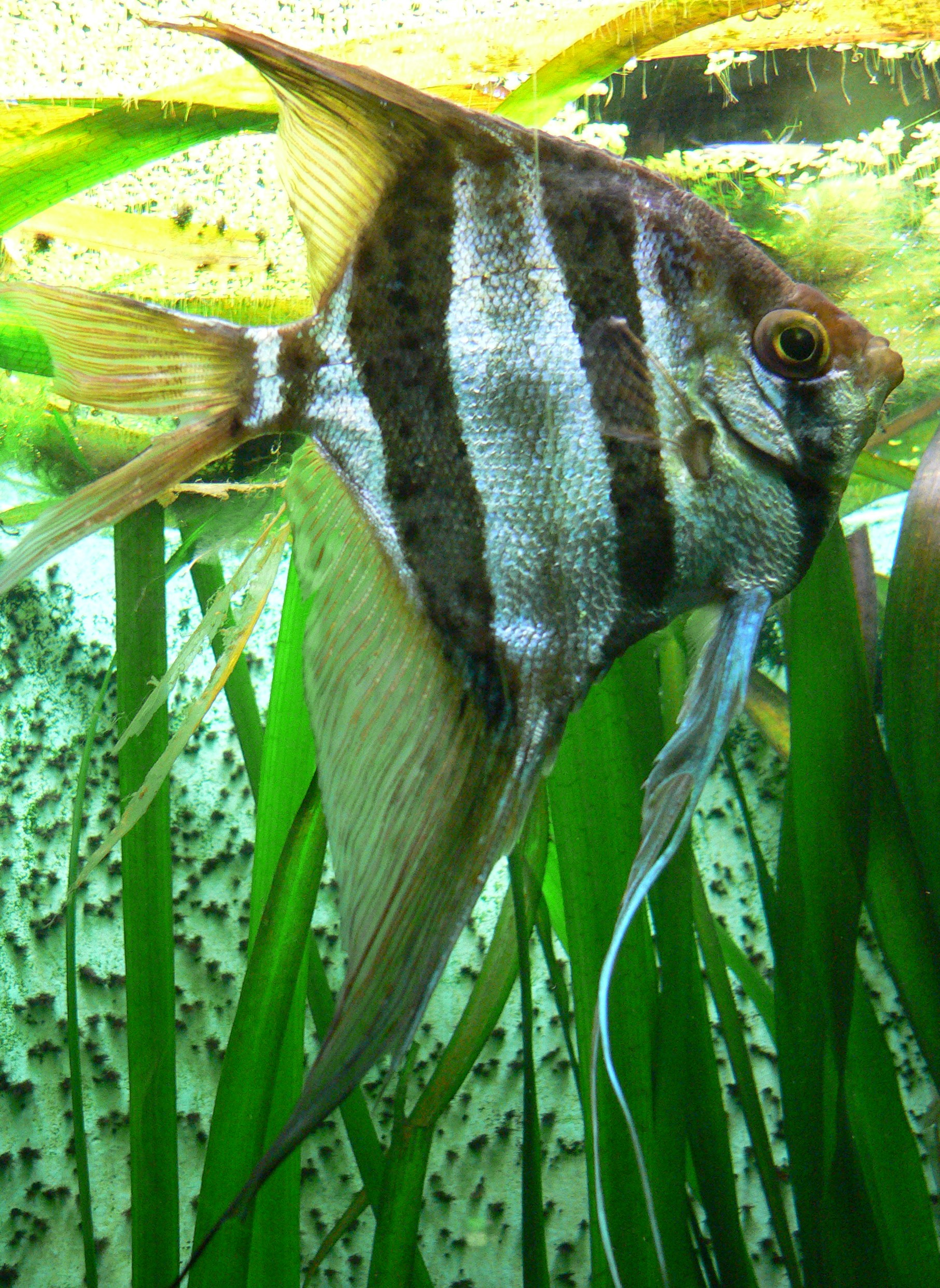
Un vecchio esemplare: a questa specie appartengono alcuni tra i pesci angelo più grandi, lunghi fino a 18 cm e alti 20

## Riproduzione
P. altum forma coppie monogame che rimangono fedeli tutta la vita: se uno dei due dovesse morire, difficilmente l'esemplare rimasto trova un altro compagno.

Qualche giorno prima della deposizione, la coppia inizia a ripulire accuratamente la foglia di una pianta sulla quale verranno fatte aderire le uova. Durante la deposizione la femmina e il maschio passano a turno sulla superficie della foglia: la femmina depone le uova e il maschio la segue nei suoi passaggi rilasciando gli spermatozoi. A deposizione avvenuta, la coppia cura le uova e sorveglia il territorio finché queste non si schiudono. Le cure parentali consistono nella rimozione delle uova non fecondate e nell'ossigenazione, favorita dal ricambio dell'acqua che i genitori assicurano tramite rapidi e ripetuti movimenti a ventaglio delle pinne pettorali.

Una volta avvenuta la schiusa, i genitori continuano a curare gli avannotti per alcuni giorni, abbandonandoli poi al loro destino.

## Alimentazione
Ha dieta onnivora: si ciba di piccoli pesci, insetti e vermi, ma anche di vegetali.

## Acquariofilia
Meno comuni dei loro simili P. scalare, sono tuttavia allevati e commercializzati per l'allevamento in acquario, spesso allevati da professionisti o esperti di ciclidi.
Le caratteristiche riproduttive sono molto simili a quelle degli altri Pterophyllum, sebbene l'esperienza di allevamento suggerisce la necessità di utilizzare acquari piuttosto capienti, dove alloggiare solo una coppia adulta. Le coppie formatesi spontaneamente in gruppi di giovani sono tendenzialmente più inclini a riprodursi con successo.